# Foreste di conifere della Caledonia
Le foreste di conifere della Caledonia sono la primigenia foresta pluviale temperata che ricopre la Scozia. Oggi la loro superficie è molto più ridotta di quella originaria e ne rimangono alcune decine di frammenti sparsi nell'area.
I pini silvestri della foresta della Caledonia discendono direttamente dai primi pini che giunsero in Scozia in seguito all'ultima glaciazione, nel 7000 a.C. circa. La foresta raggiunse la sua massima estensione nel 5000 a.C. circa, ma in seguito il clima della Scozia iniziò a diventare più umido e ventoso. Questo cambiamento climatico fece sì che l'estensione della foresta si sia ridotta sempre più a partire dal 2000 a.C. Da allora, l'attività umana (non escluso il brucare di pecore e cervi) ha portato la foresta alle sue dimensioni attuali.
Oggi, ne rimangono 35 frammenti, secondo quanto indicarono Steven e Carlisle nel 1959, (o 84, se si tiene conto delle successive divisioni dei 35 frammenti originari) che ricoprono complessivamente una superficie di 180 km². I pini silvestri si sono adattati geneticamente ai diversi ambienti scozzesi e, in quanto tale, sono unici a livello globale: le loro caratteristiche ecologiche formano una catena ininterrotta di evoluzione naturale di 9000 anni, che ha coinvolto suolo, vegetazione e fauna.
I frammenti di foresta rimasti si trovano per lo più su terreni troppo ripidi, rocciosi o lontani per essere sfruttati dall'agricoltura. I resti più grandi si trovano nello Strathspey e lungo il fiume Dee, su depositi glaciali altamente acidi e liberamente drenati di scarso valore per la coltivazione e l'allevamento del bestiame. Un esame delle più antiche mappe della Scozia suggerisce che l'estensione dei resti della foresta di Caledonia sia cambiata poco dal 1600 a oggi.

## Etimologia

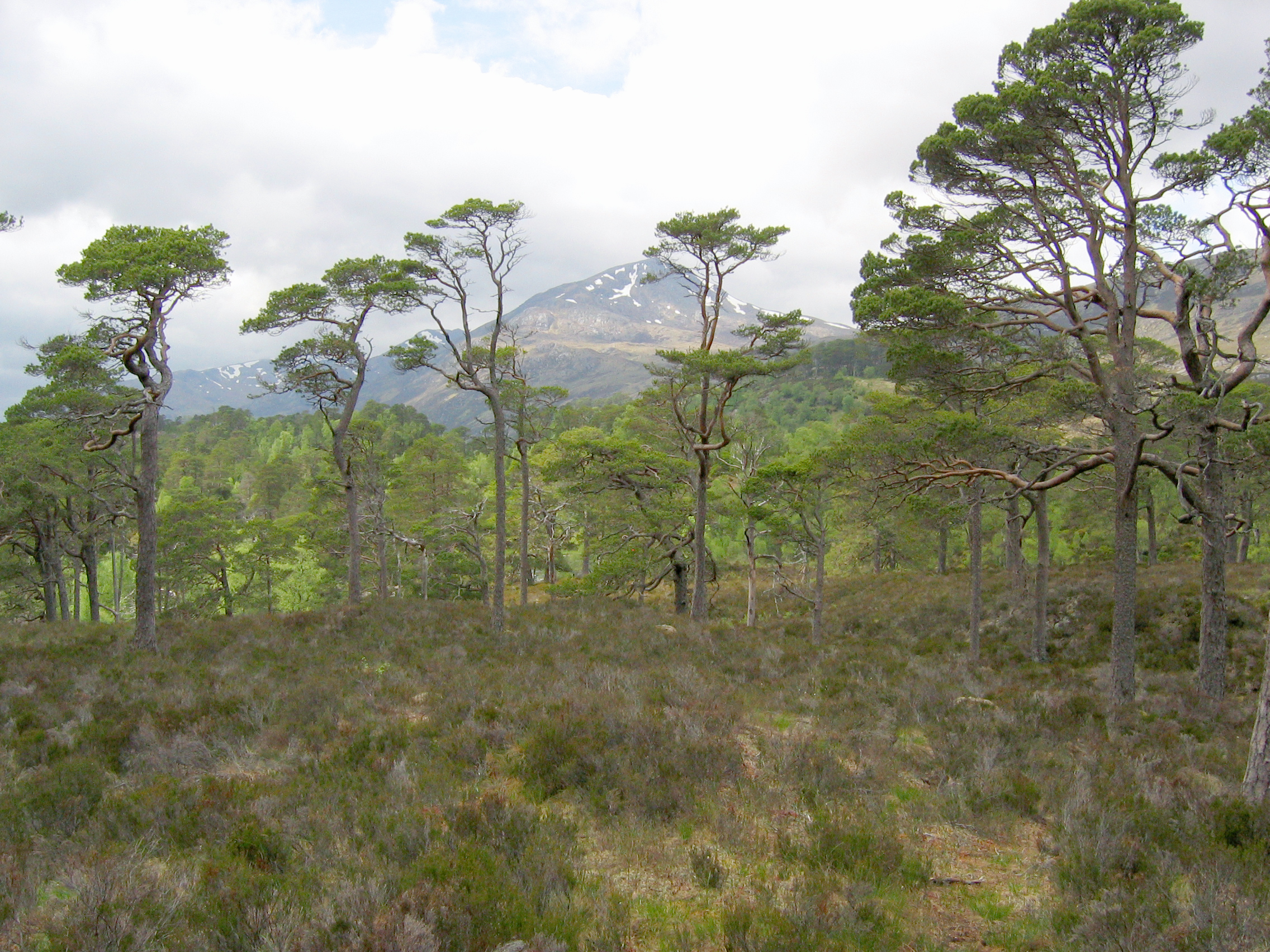
Il Mam Sodhail visto da Glen Affric.

La prima testimonianza scritta della Silva Caledonia si trova nella Naturalis historia di Plinio il Vecchio, dove lo scrittore romano afferma che trent'anni dopo l'invasione romana della Britannia la loro conoscenza del paese non si estendeva oltre di essa. Tuttavia, non fornisce informazioni precise su dove si trovasse, anche se l'estensione nota dell'occupazione romana nell'isola suggerisce che si trovasse a nord del fiume Clyde e a ovest del fiume Tay.

## Storia
Dopo l'ultimo periodo glaciale, gli alberi iniziarono a ricolonizzare quelle che oggi sono le isole britanniche attraverso un ponte di terra che ora si trova sotto lo stretto di Dover. Foreste di questo tipo ricoprirono quella che oggi è l'isola della Gran Bretagna per alcune migliaia di anni, prima che il clima iniziasse a riscaldarsi lentamente durante il periodo atlantico e le foreste temperate di conifere iniziassero a ritirarsi verso nord sulle Highlands scozzesi, l'ultima regione con un clima adatto a loro rimasto nelle isole britanniche (vedi Clima della Scozia).

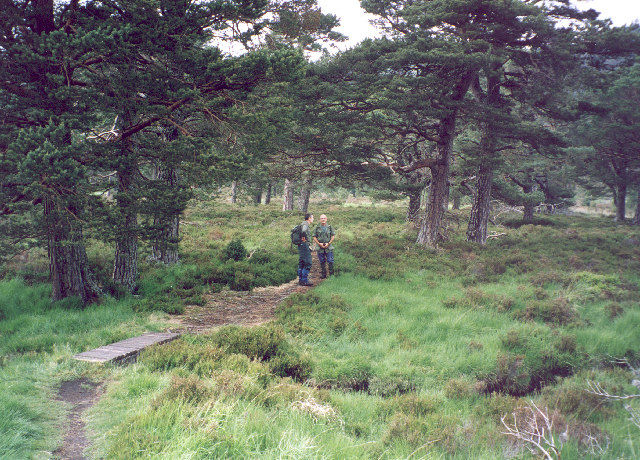
Foresta di pini nei pressi del Loch an Eilein.

Si stima che le pinete autoctone che formavano questo avamposto più occidentale della taiga dell'Europa post-glaciale coprissero una superficie di 15000 km² come una distesa ininterrotta di pini silvestri, betulle, sorbi, pioppi tremuli, ginepri, querce e poche altre specie resistenti. Sulla costa occidentale, querce e betulle predominavano in un ecosistema di foresta pluviale temperata ricco di felci, muschi e licheni.

## Flora e fauna

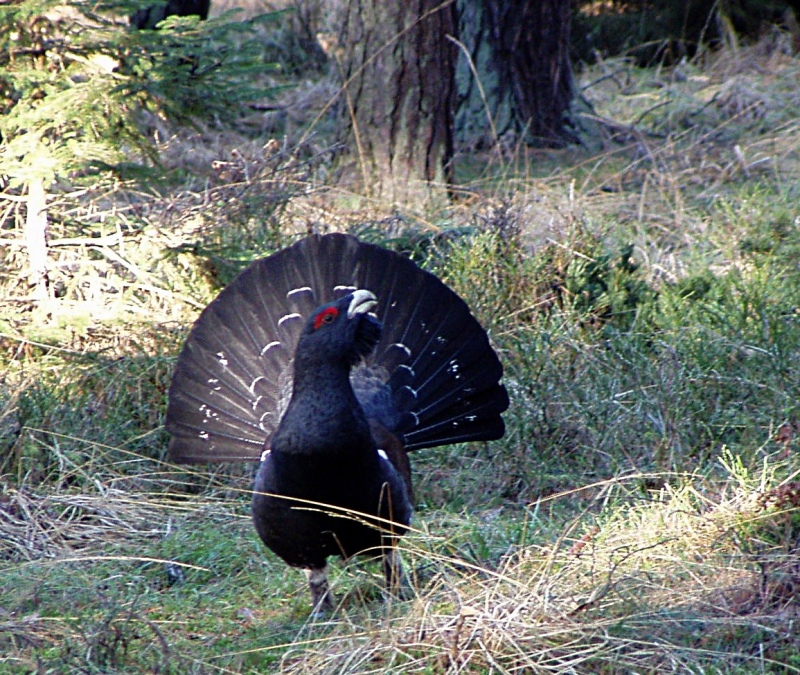
Un gallo cedrone, specie che dipende strettamente dalla foresta di Caledonia.

Le pinete della Caledonia, essendo un ecosistema unico nelle isole britanniche, sono la dimora di alcune delle specie più rare di queste isole e vengono inoltre considerate una delle ultime zone veramente selvagge di quest'angolo del pianeta.
Per quanto riguarda i mammiferi, qui sono presenti castori europei, capre inselvatichite, lepri variabili, martore, cervi, volpi, scoiattoli comuni, caprioli e gatti selvatici.
Ricchissima è l'avifauna, con specie che in Gran Bretagna si incontrano solo qui, come il gallo cedrone, il quattrocchi, la cincia dal ciuffo, il crociere delle pinete e il crociere di Scozia; tra le specie presenti anche nel resto dell'isola ricordiamo il gallo forcello, il crociere, lo smergo maggiore, il lucherino, l'organetto minore, il gufo comune, il falco pescatore, lo smergo minore, il tordo sassello, il gambecchio nano, il piro-piro boschereccio, lo svasso cornuto e l'aquila reale.

## Conservazione
Un rapporto sulle pinete autoctone della Scozia stilato da Steven e Carlisle nel 1959 mise in evidenza la difficile situazione dei 35 frammenti di foresta rimanenti, molti dei quali erano stati danneggiati dagli abbattimenti, dagli incendi e dal pascolo intensivo di pecore e cervi. Un successivo rapporto degli anni '80 mostrò che nel frattempo la situazione era andata peggiorando a causa del dissodamento e della piantumazione di conifere alloctone e che la superficie delle pinete era ormai inferiore ai 12000 ettari. In seguito è stata pubblicata una guida alle antiche pinete, che ripercorre la storia della loro conservazione e fornisce una sintesi della gestione ambientale di ciascun sito, oltre a spiegare come raggiungere tutti i boschi utilizzando i mezzi pubblici, a piedi o in bicicletta. Gran parte di quel che rimane della foresta di pini della Caledonia gode di completa protezione e una parte consistente si trova attualmente all'interno del parco nazionale di Cairngorms. Anche la Royal Society for the Protection of Birds (RSPB) e la Forestry and Land Scotland possiedono diverse aree di pineta nelle loro riserve. Una delle aree sopravvissute più estese è la foresta di Ballochbuie nella tenuta di Balmoral, che è protetta come zona speciale di conservazione ai sensi della direttiva Habitat dell'Unione europea.

## Leggende e folklore
Secondo l'Historia Brittonum, uno dei principali testi di materia di Bretagna, la foresta è il sito di una delle dodici battaglie di re Artù, quella di Cat Coit Celidon. Le studiose Rachel Bromwich e Marged Haycock hanno ipotizzato che l'esercito di alberi animato dagli stregoni nell'antico poema gallese Cad Goddeu (la «Battaglia degli Alberi») possa essere la foresta di Caledonia stessa.
Nella letteratura relativa a Merlino, la figura di Myrddin Wyllt si ritirò in questi boschi, in preda alla follia, dopo la battaglia di Arfderydd nell'anno 573, fuggendo dalla presunta ira del re di Strathclyde, Rhydderch Hael, dopo l'uccisione di Gwenddoleu ap Ceidio. Così è scritto nei due poemi merlinici in lingua medio gallese Yr Oinau e Yr Afallenau del Libro nero di Carmarthen. La foresta è anche il rifugio di un altro personaggio di nome Lailoken di cui parla la Vita Kentigerni, anch'esso fuggito nei boschi in un impeto di follia e che potrebbe essere il modello originale sul quale è stata creata la figura di Myrddin Wyllt.
Nel racconto in medio gallese Culhwch and Olwen, il personaggio principale Culhwch è il figlio di un re chiamato Celyddon Wledig, nome forse correlato a quello della foresta. Un'altra figura dello stesso racconto, Cyledyr Wyllt, accenna alla foresta come un rifugio per le persone che soffrivano di un tipo particolare di follia o gwyllt (geilt in irlandese). Nei versi 994-996 del racconto è scritto: a Chyledyr Wyllt y uab, a llad Nwython a oruc a diot y gallon, a chymhell yssu callon y dat, ac am hynny yd aeth Kyledyr yg gwyllt («e suo figlio Kyledyr il Selvaggio. Gwynn uccise Nwython, gli estrasse il cuore e costrinse Kyledyr a mangiare il cuore di suo padre: ed è così che Kyledyr impazzì»). Sebbene non sia direttamente affermato, lo stesso nome Kyledyr Wyllt è legato alla foresta di Celyddon come luogo in cui si nascondono le persone che soffrono di pazzia o gwyllt.